# Universidad Comenius de Bratislava

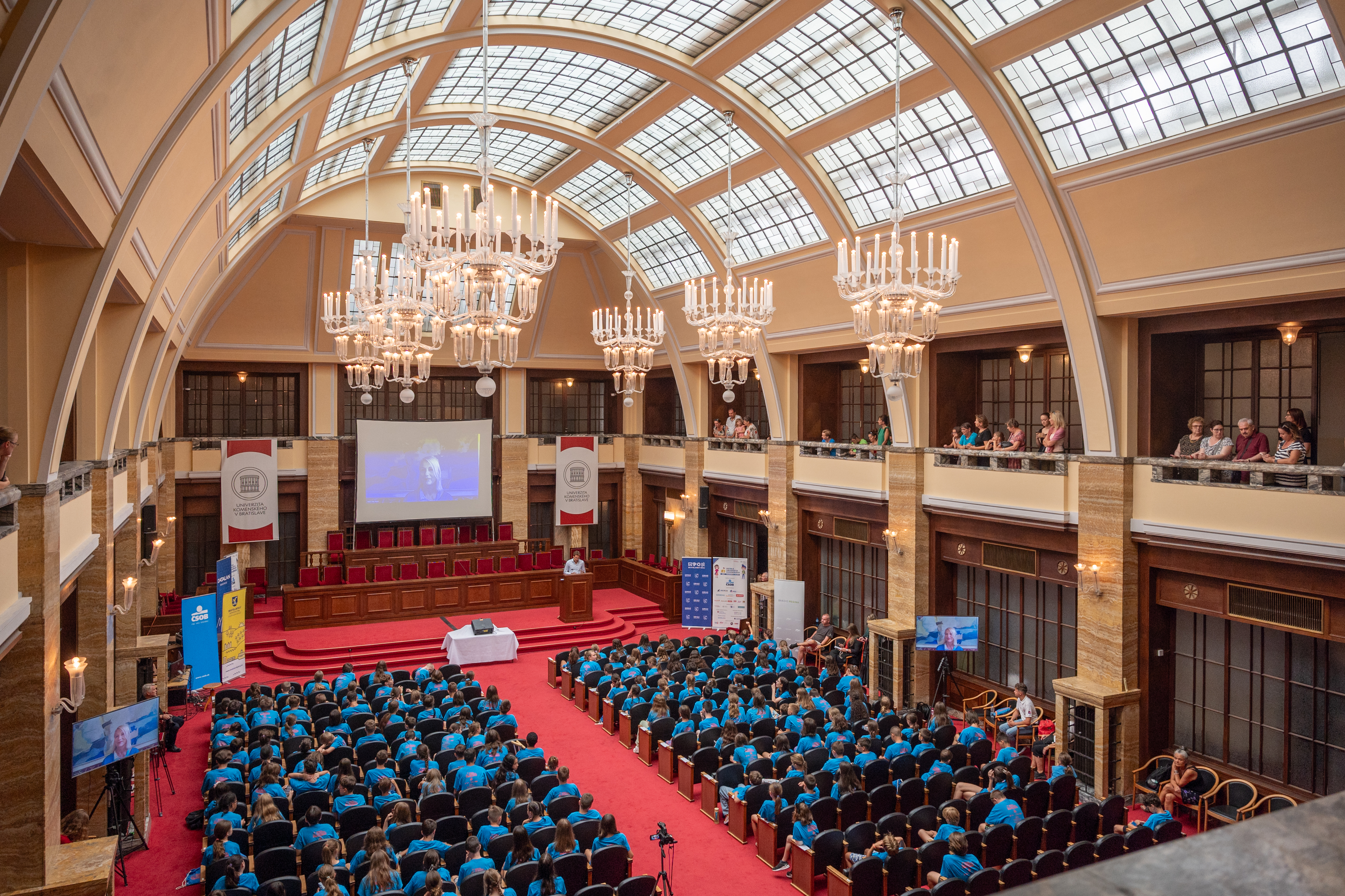
Aula de Universidad Comenius de Bratislava

La  Universidad Comenius de Bratislava, en eslovaco: Univerzita Komenského v Bratislave (en los años 1939 – 1954 se llamó la Universidad Eslovaca, en eslovaco: Slovenská univerzita), es una universidad situada en Bratislava, Eslovaquia. La universidad  se fundó el 27 de junio de 1919 y recibe el nombre de Comenio. Es la universidad más antigua del país y también la que tiene el mayor alumnado, aproximadamente 20.000 estudiantes. 
Su predecesora fue la Universitas Istropolitana en Bratislava, fundada en 1465 por Matías Corvino.

## Facultades
La Universidad Comenius está dividida en 13 facultades. 
- Facultad de Medicina
- Facultad de Medicina Jessenius (situada en Martin)
- Facultad de Farmacia
- Facultad de Derecho
- Facultad de Filosofía
- Facultad de Ciencias Naturales
- Facultad de Matemáticas, Física e Informática
- Facultad de Ciencias del Depòrte
- Facultad de Pedagogía
- Facultad de Teología Evangélica
- Facultad de Teología Romano-Católica
- Facultad de Gestión de Empresas
- Facultad de Ciencias Sociales y Económicas

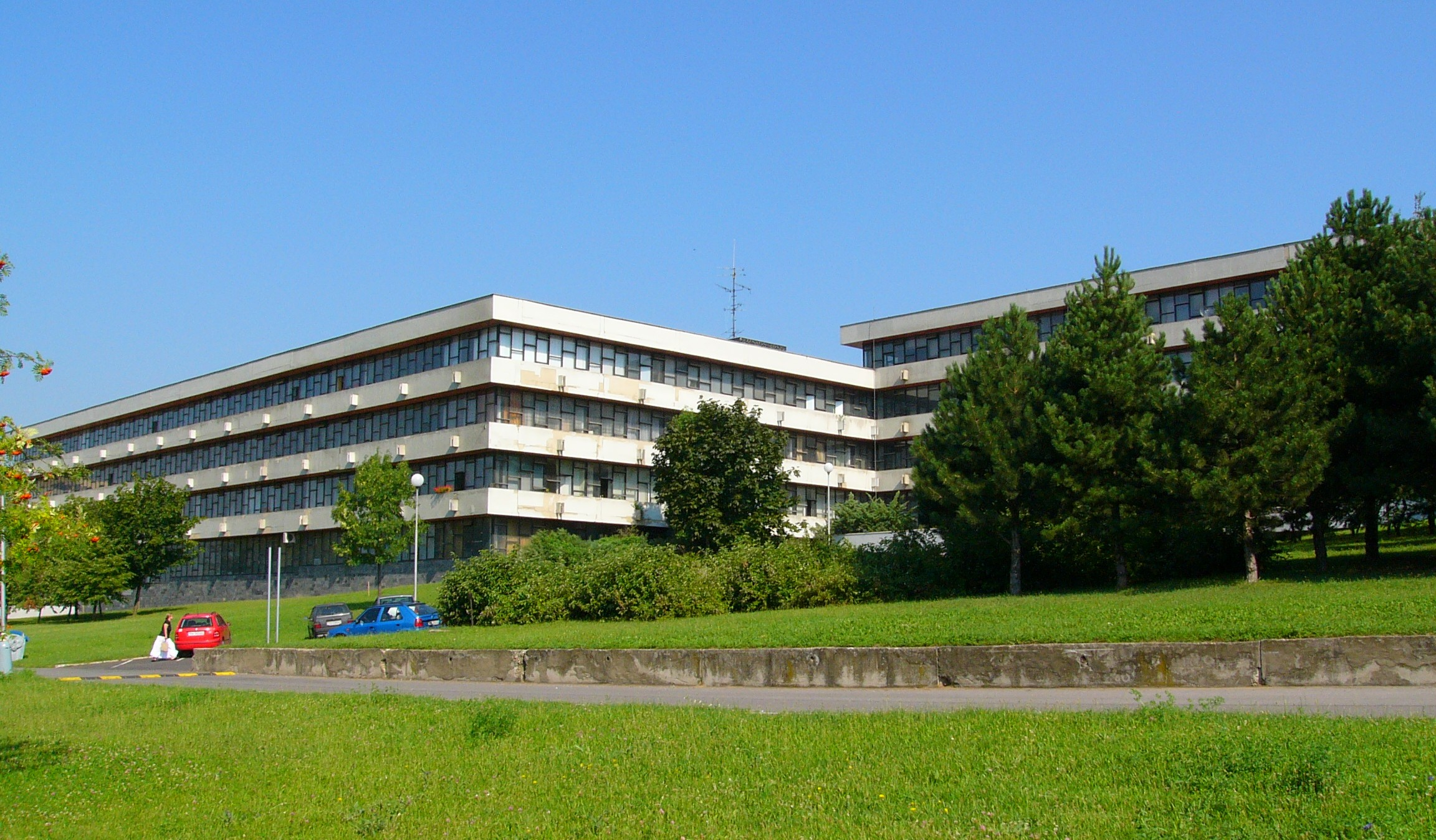
Facultad de Matemáticas, Física e Informática.
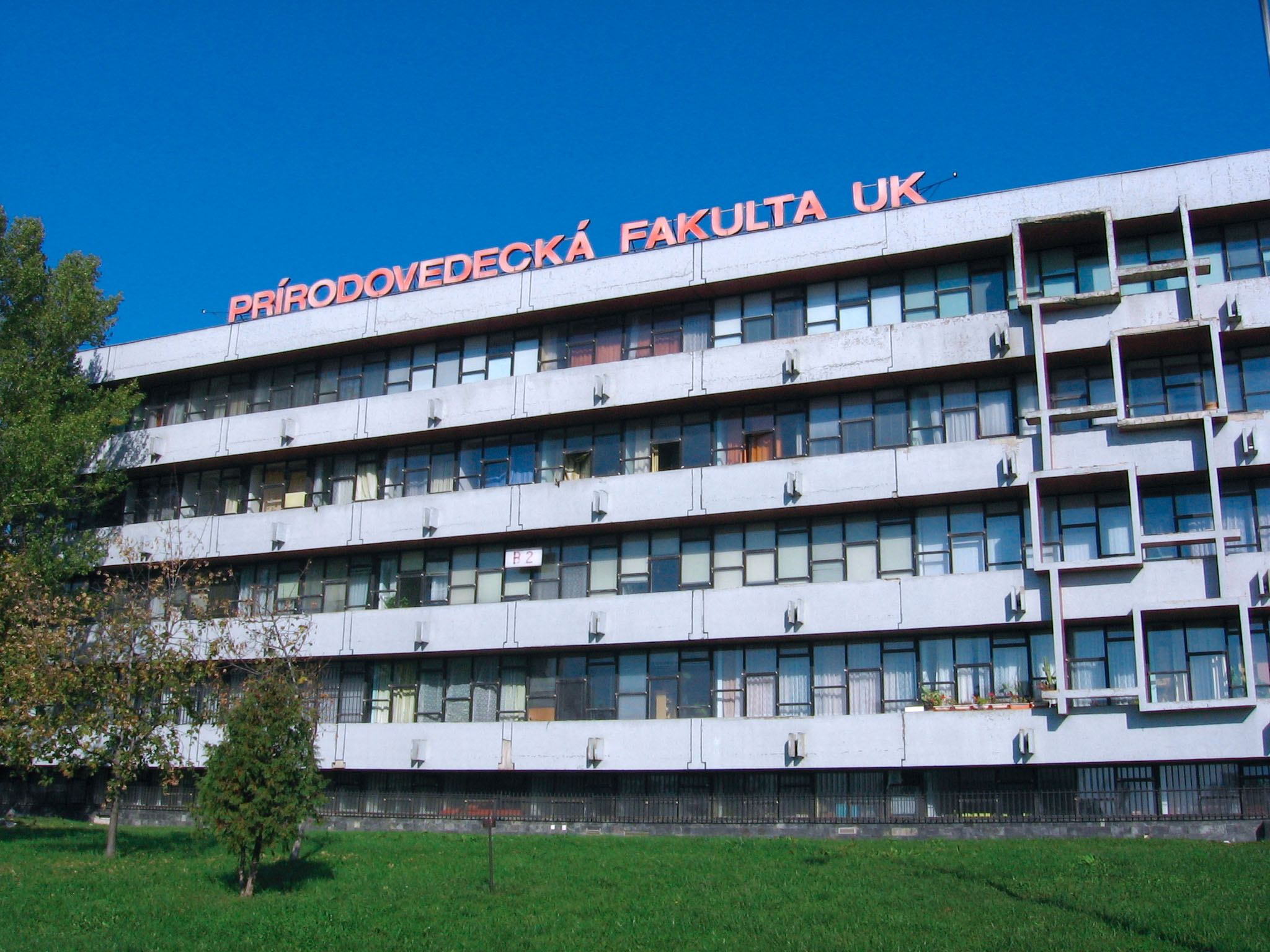
Facultad de Ciencias Naturales.
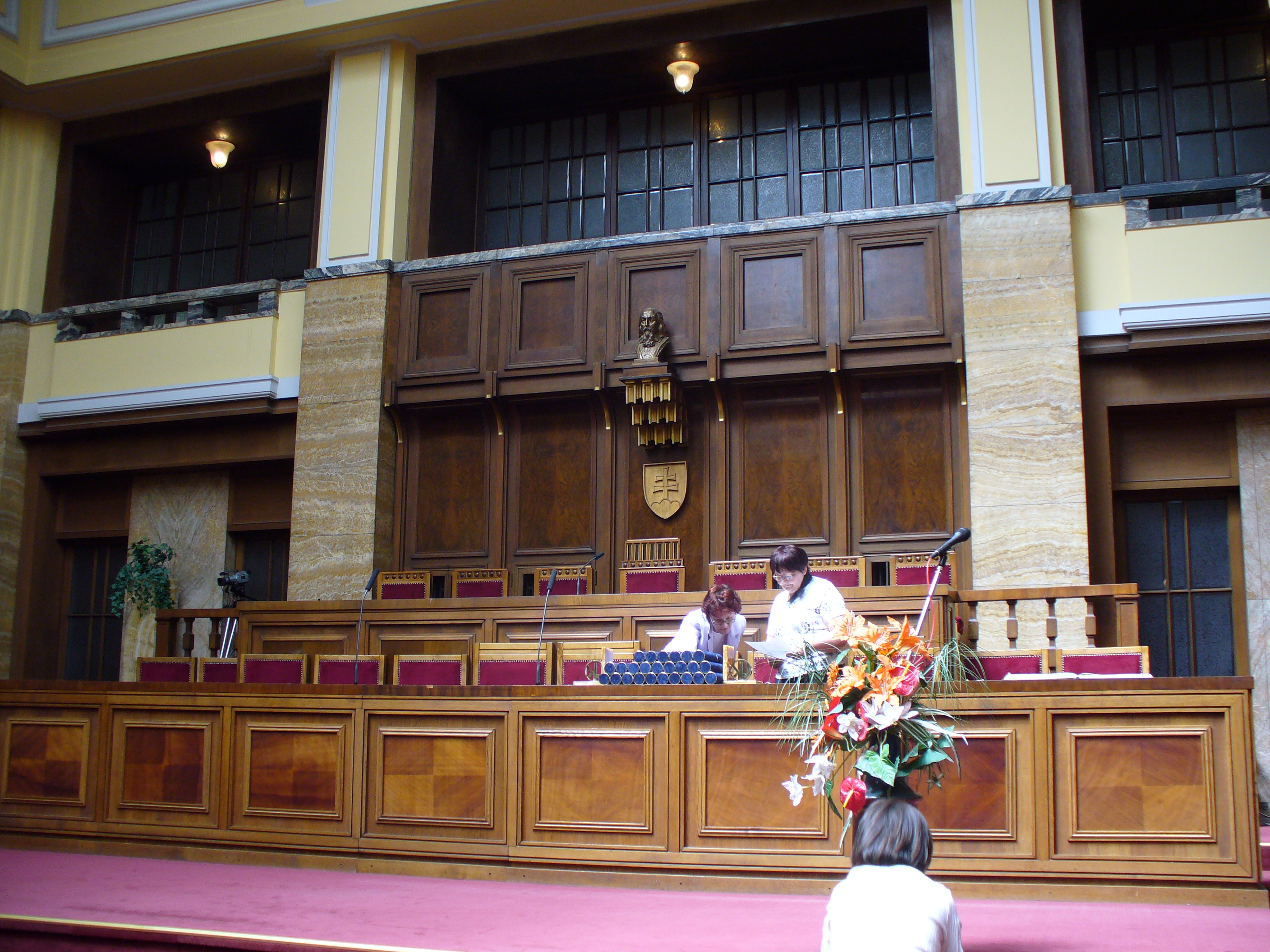
Aula de la Universidad Comenius.